# Centro de Investigaciones Energéticas, Medioambientales y Tecnológicas
El Centro de Investigaciones Energéticas, Medioambientales y Tecnológicas (CIEMAT) es un organismo público español de investigación de excelencia en materias de energía y de medio ambiente, así como en múltiples tecnologías de vanguardia y en algunas áreas de investigación básica adscrito a la Secretaría General de Investigación del Ministerio de Ciencia, Innovación y Universidades.

## Origen del CIEMAT

### Junta de Investigaciones Atómicas - JIA
En septiembre de 1948, Francisco Franco, mediante un decreto de carácter reservado, creó la Junta de Investigaciones Atómicas (JIA), constituida el 8 de octubre de 1948 y formada por José María Otero de Navascués (director general y presidente hasta 1974), Manuel Lora Tamayo, Armando Durán Miranda y José Ramón Sobredo y Rioboo.

### Junta de Energía Nuclear - JEN

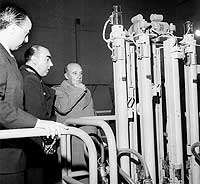
Francisco Franco y Luis Carrero Blanco inauguran el Centro Nacional de Energía Nuclear Juan Vigón el 27 de diciembre de 1958.

En 1951, terminada la fase secreta, fue rebautizada como Junta de Energía Nuclear (JEN), bajo la presidencia del general Juan Vigón y con José María Otero de Navascués como director general (más tarde sería de nuevo su presidente), y llevó a cabo desde entonces proyectos de investigación y desarrollo tecnológico, sirviendo de referencia para representar técnicamente a España en los foros internacionales y para asesorar a las administraciones públicas en materias de su competencia.
En 1956 ingresó en la División de Física Teórica de esta Junta Guillermo Velarde, siendo posteriormente nombrado Director de Tecnología que incluía las Divisiones de Electrónica, Teoría y Cálculo de Reactores, Fusión Nuclear, Ingeniería y Reactores en Operación.
En 1986 la JEN fue transformada en el CIEMAT, incrementando su diversificación geográfica para atender mejor, en los dominios de su competencia, las necesidades de I+D en España en general y en sus comunidades autónomas en particular.
La actividad del CIEMAT se estructura en torno a proyectos de investigación de envergadura tecnológica que sirvan de puente entre la I+D y su aplicación a objetivos de interés social. El equipo humano del CIEMAT está formado por 1465 personas (más los contratados externos) de las que el 47% son titulados universitarios.

## Dirección[9]
CIEMAT
- 2022 - Yolanda Benito Moreno, desde el 17 de mayo de 2022.[10]
- 2018 - Carlos Alejaldre Losilla, desde el 21 de septiembre de 2018.[11]
- 2016 - Ramón Gavela González, desde el 9 de diciembre de 2016 hasta el 21 de septiembre de 2018.[12]
- 2010 - Cayetano López Martínez, desde el 29 de enero de 2010 hasta el 9 de diciembre de 2016.[13]
- 2004 - Juan Antonio Rubio Rodríguez, desde 2004 hasta el 2010[14]
- 2002 - César Dopazo García, desde 2002 hasta el 2004.
- 1995 - Félix Ynduráin Muñoz, desde 1995 hasta el 2002.
- 1986 - José Ángel Azuara Solís, desde 1986 hasta el 1995.

JEN
- 1983 - Gonzalo Madrid González, desde 1983 hasta el 1986.
- 1981 - Manuel López Rodríguez, desde 1981 hasta el 1983.
- 1974 - Francisco Pascual Martínez, desde 1981 hasta el 1981.
- 1973 - Francisco Pérez Cerdá, desde 1973 hasta el 1974.
- 1967 - Antonio Colino López, desde 1967 hasta el 1973.
- 1958 - Armando Durán Miranda, desde 1958 hasta el 1967.
- 1951 - José María Otero Navascués, desde 1951 hasta el 1958.

JIA
- 1948 - José María Otero Navascués, desde 1948 hasta el 1951.

## Presupuesto
| Año  | Presupuesto      | Presupuesto | Empleados |
| Año  | PGE (Millones €) | % de PGE    | Empleados |
| ---- | ---------------- | ----------- | --------- |
| 2022 | 136,7            |             |           |
| 2021 | 128,9            |             |           |
| 2020 | 88,6             |             |           |
| 2019 |                  |             |           |
| 2018 | 23,6             | 0,005 %     | 1 240     |
| 2017 |                  |             |           |
| 2016 |                  |             |           |

## Actividades
El CIEMAT distribuye sus actividades en:
- Investigación básica. De carácter estratégico. Para adquirir conocimiento.
- Investigación aplicada. De carácter estratégico. Para generar nuevas tecnologías.
- Investigación sociotécnica. Percepción y gobernanza de la tecnología y sus riesgos. Factores humanos y organizativos relevantes para la seguridad de sistemas tecnológicos complejos.
- Desarrollo tecnológico. Para desarrollar y transferir tecnología al exterior.
- Ensayos y certificación. Esencialmente de carácter comercial.
- Servicios externos. De carácter comercial.
- Formación y divulgación. Para mejorar el nivel profesional de investigadores y profesionales y ofrecer información al público.

## Infraestructura básica
El CIEMAT posee varios centros situados en:
- Madrid. Centro de Moncloa.
- Almería. Plataforma Solar de Almería (PSA)
- Soria. Centro de Desarrollo de Energías Renovables (CEDER)
- Soria. Centro Internacional de Estudios sobre Derecho Ambiental (CIEDA)
- Trujillo. Centro Extremeño de Tecnologías Avanzadas (CETA-CIEMAT)
- Barcelona. Centro de Investigación Socio-Técnica (CISOT)

## Entorno de colaboración
El entorno de colaboración del CIEMAT se extiende desde las Universidades hasta el propio sector empresarial y está enmarcado dentro del Plan Nacional de Investigación Científica, Desarrollo e Innovación Tecnológica.
Los programas de la Unión Europea, tanto el programa marco de I+D, como el tratado EURATOM, son actualmente, por número de colaboraciones y por ingresos generados, el referente de mayor peso.
Los programas de I+D de ENRESA y del Consejo de Seguridad Nuclear constituyen otro de los elementos básicos de la colaboración externa.
Es también relevante la presencia del CIEMAT en el sector productivo energético, así como la colaboración con el resto del entorno industrial, en aquellos campos que coinciden con las actividades propias.
CIEMAT participa en el Patronato de CENER

## Transferencia al exterior
Para favorecer el proceso de transferencia de tecnología, el CIEMAT está realizando importantes esfuerzos para sintetizar y poner a disposición del sistema productivo, aquellos conocimientos y capacidades que se han ido desarrollando en el transcurso de sus proyectos de investigación.
Para ello, se realizan convenios y acuerdos de colaboración, contratos con empresas, elaboración de patentes, generación de productos y tecnologías de aplicación al entorno social e industrial, así como la difusión mediante cursos de formación sobre los temas que son objeto de investigación y desarrollo tecnológico en el Centro.

## Participación en empresas y fundaciones
- ENRESA (Empresa Nacional de Residuos Radiactivos)
- ENUSA Industrias Avanzadas S.A. (Producción de combustible nuclear)
- Fundación CENER-CIEMAT (con el Centro Nacional de Energías Renovables.)
- Fundación Ciudad de la Energía
- Fundación Parque Científico de Madrid

## Organización
Las tareas del CIEMAT se concretan a través de distintos departamentos que actúan de acuerdo con las siguientes áreas específicas de investigación:

### Energía
Genera conocimiento y tecnología en el campo de la energía, tanto la proveniente de fuentes renovables como convencionales. Desarrolla programas de investigación, desarrollo y demostración en energía solar de concentración, área en la que el CIEMAT puede considerarse un centro de referencia europeo, así como en eólica, fotovoltaica y biomasa. Estudia procesos de combustión limpia de combustibles fósiles y procedimientos de reducción o eliminación de emisiones de dióxido de carbono. Da apoyo y soporte a ENRESA y al Consejo de Seguridad Nuclear en el tratamiento de los residuos radiactivos y en el aumento de la seguridad en las instalaciones.
En todos los casos, los desarrollos realizados se sitúan en un punto próximo a la aplicación de interés social y se acompaña con estudios socioeconómicos y medioambientales, así como con análisis globales de los procesos energéticos.

### Fusión por Confinamiento Magnético
Realiza actividades de I+D para el desarrollo de la fusión por confinamiento magnético como futura fuente de energía. Esta investigación se realiza mediante la explotación científica de la gran instalación Heliac Flexible TJ-II y sus sistemas auxiliares asociados, como el calentamiento y el diagnóstico de plasma, y de los laboratorios de estudio de materiales del CIEMAT.
Participación en varias colaboraciones internacionales: en el stellarator Wendelstein 7-X, y en los tokamaks JET, ASDEX Upgrade, DIII-D, JT-60SA, etc
Contribuye al desarrollo de futuros reactores de fusión y participa en la construcción y operación del primer reactor experimental de Fusión, ITER. El Departamento constituye el Laboratorio Nacional de Fusión por Confinamiento Magnético, integrado en el Programa Marco de la Comisión Europea.

### Medio Ambiente
Su actividad en el campo de la protección radiológica se extiende al público y el medio ambiente, mediante estudios en radioecología, evaluación y reducción de impacto radiológico, calidad de medidas de radiactividad ambiental, así como al control dosimétrico personal y ambiental.
Un área de especial consideración es la caracterización y selección de emplazamientos para el almacenamiento geológico de CO2. Asimismo, se estudia el almacenamiento de residuos radiactivos investigando el comportamiento de las barreras de ingeniería y geológicas.
En el ámbito de las tecnologías ambientales son líneas prioritarias la identificación y estudio del impacto medioambiental en la atmósfera, agua y suelo, por fuentes y entornos industriales, incluyendo la caracterización y control de emisiones contaminantes a la atmósfera. Para la evaluación del impacto ambiental atmosférico se estudian escenarios y se desarrollan y aplican modelos meteorológicos y de dispersión.

### Investigación Básica
Participa en experimentos que permiten avanzar en el conocimiento de los constituyentes básicos de la materia y sus interacciones, así como en la comprensión de los mecanismos que gobiernan la evolución del universo, en conexión con los programas del CERN, de otros grandes laboratorios internacionales y de la NASA.
Investiga los mecanismos que controlan el crecimiento y diferenciación celular, las causas por las que estos se modifican en situaciones patológicas, y desarrolla nuevas terapias celulares y genéticas correctivas

### Tecnología
Lleva a cabo el desarrollo y explotación de la arquitectura informática y de comunicaciones del CIEMAT, de nuevos sistemas de información y comunicación y sus aplicaciones, como las del proyecto GRID o las del desarrollo de arquitectura para supercomputación. Realiza desarrollos en el campo de la física médica, particularmente en medicina nuclear, así como nuevos detectores de radiación y sistemas automatizados. Investiga sobre materiales estructurales de plantas energéticas, dando soporte al sector industrial.
Asimismo, desarrolla metodologías de caracterización y análisis químicos aplicados a la energía y al medio ambiente. Realiza también el diseño y fabricación de prototipos de investigación para los proyectos de I+D del CIEMAT.

### Seguridad y PIMIC
Da respuesta a las exigencias del Consejo de Seguridad Nuclear (CSN) en los aspectos radiológicos, de seguridad física y emergencias, y se ocupa de la descontaminación y desmantelamiento de instalaciones nucleares y radiactivas paradas y la rehabilitación de zonas contaminadas en la sede de Madrid. Las actividades están reguladas por el Reglamento de Instalaciones Nucleares y Radiactivas (RNR), y controladas por el CSN. Comprenden trabajos documentales preceptivos, incluido el Estudio de Impacto Ambiental, la caractericzación radiológica de edificios, suelo y subsuelo, el control y la vigilancia radiológica de personas y del medio ambiente, así como la gestión de los residuos radiactivos generados y de los existentes con anterioridad. Se han creado diversos comités de seguimiento e información destinados a los organismos y agentes interesados.